# Pont de Pradell i Cuch
El Pont de Pradell i Cuch és un pont del municipi de Vallgorguina (Vallès Oriental) inclòs en l'Inventari del Patrimoni Arquitectònic de Catalunya.

## Descripció
És anomenat així en una pedra junt amb la data de 1869, fet amb pedra i maons. És de dos arcs molt amples, té un petit arc pel pas de vianants. Passa per sobre de la riera de Vallgorguina, afluent per la dreta de la Tordera.